# Hamadryas feronia
Hamadryas feronia, a borboleta-estaladeira, é uma espécie de borboleta do gênero Hamadryas e da família Nymphalidae. É encontrada no sul da América do Norte e em direção ao sul do Brasil.

## Descrição
Hamadryas feronia tem aperência semelhante a Hamadryas guatemalena e Hamadryas iphthime. A parte superior da asa dianteira tem um padrão de mosaico em branco, marrom e cinza-azulado, com uma fileira de pequenos olhos falsos paralelos à margem externa; uma pequena faixa vermelha ocupa a célula discal. A parte superior da asa traseira é semelhante, mas tem poucas manchas brancas e olhos falsos maiores e mais distintos. A parte inferior da asa dianteira é branca ou castanho-esbranquiçada com manchas escuras, uma pequena faixa vermelha e uma mancha em formato de olho submarginal preta, e a parte inferior da asa traseira é branca ou castanho-esbranquiçada, com marcas escuras e anéis azuis contendo manchas oculares maiores perto da margem traseira. 
A larva tem duas formas de cores; é preto-azulado na parte superior com manchas brancas acastanhadas e manchas avermelhadas nas laterais, ou é verde-acinzentada com uma linha longitudinal de cor clara na lateral. Possui espinhos dorsais no segundo e terceiro segmentos torácicos e no sétimo e oitavo segmentos abdominais. A pupa tem dois longos apêndices em sua extremidade anterior. 

## Distribuição e habitat
Duas subespécies são reconhecidas; H. feronia feronia que ocorre no Brasil, Paraguai e Peru, e H. feronia farinulenta que ocorre no México, Honduras, Venezuela, Colômbia e Trindade e Tobago. Esta borboleta é encontrada em áreas abertas e arborizadas. 

## Ecologia
No México, os adultos voam o ano todo, mas são mais comuns entre junho e setembro.  As larvas alimentam-se de trepadeiras da família Euphorbiaceae; na América do Sul, Dalechampia triphylla é frequentemente a planta hospedeira. Borboletas adultas se alimentam de frutas podres. Elas costumam pousar de cabeça para baixo, com as asas abertas contra a superfície das árvores; sua coloração permite a camuflagem em cima da tronco. Quando uma borboleta se aproxima, o macho sai voando e emitindo um estalo característico, provavelmente por meio de um par de hastes no abdômen. Se o recém-chegado for macho, ele clicará em resposta, enquanto se for uma fêmea, permanecerá em silêncio.  As fêmeas também pousam em troncos de árvores, mas em um experimento descobriu-se que, quando oferecidos locais de pouso pretos, cinzas ou brancos, os machos mostraram preferência pelo branco, enquanto as fêmeas preferiram o cinza. 

Imagens dorsal e ventral da borboleta-estaladeira (espécimes do MHNT)
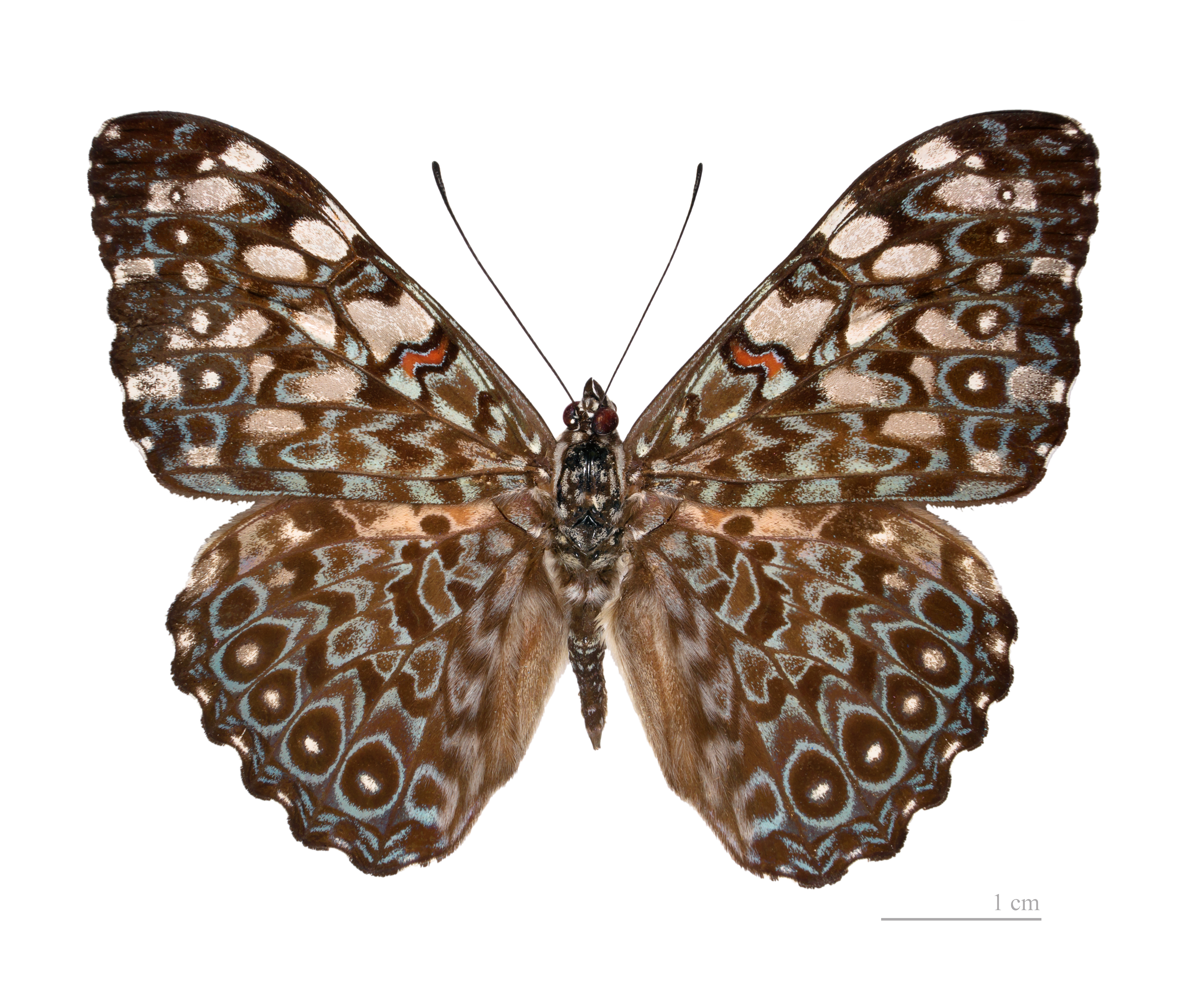
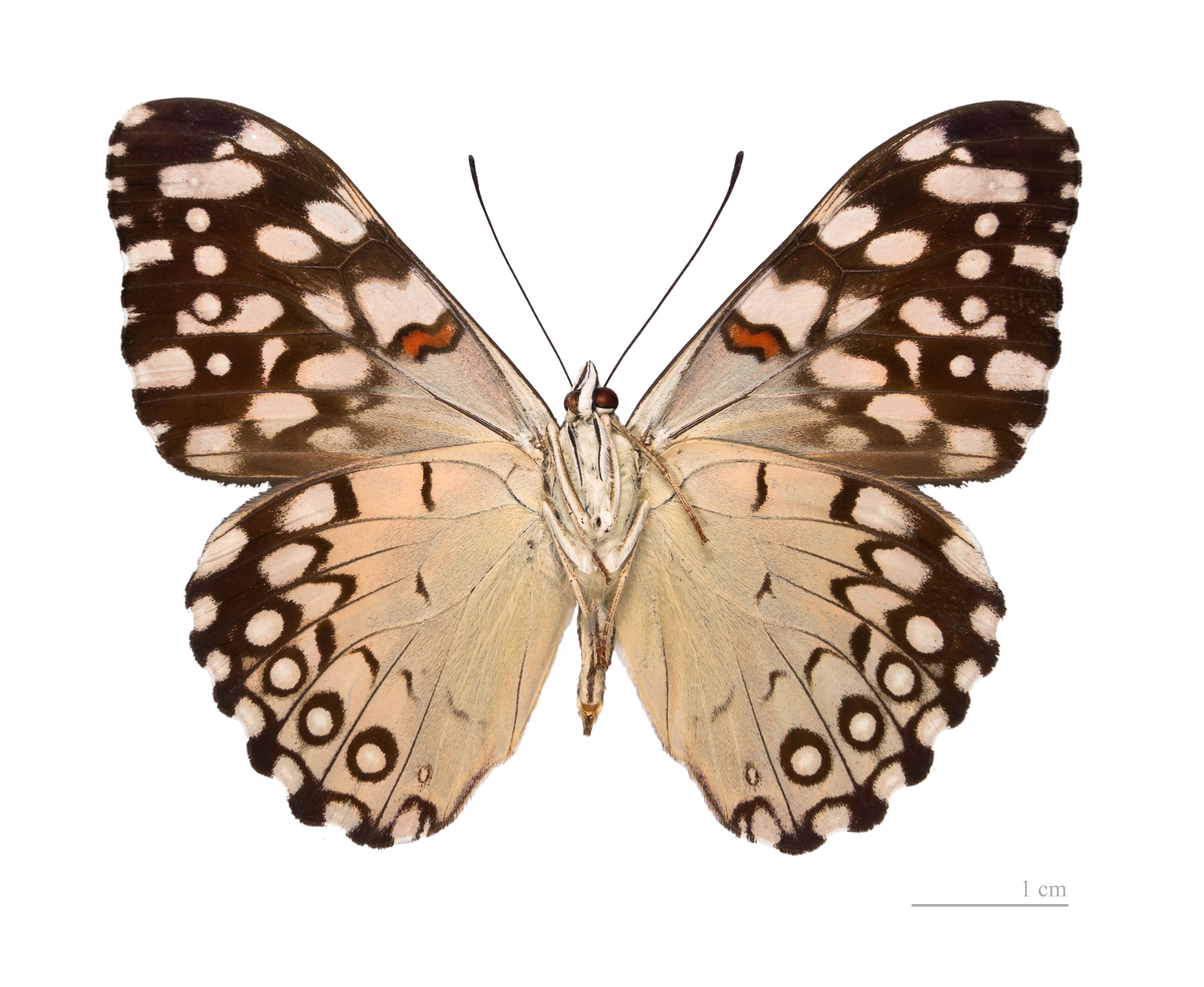